# Сухой Отрог
Сухой Отрог — село в Балаковском районе Саратовской области, в составе сельского поселения Быково-Отрогское муниципальное образование.
Население — 660 (2010).

## История
Основано последней четверти XVIII века на почти безводном ответвлении реки Большой Иргиз, давшем название поселению. Село населяли старообрядцы и православные. В 1830 году в селе была освящена православная церковь во имя святых бессребреников Космы и Дамиана. Согласно Списку населённых мест Российской империи по сведениям за 1859 год в удельном селе Сухой Отрог (Суховка), относившемся к Николаевскому уезду Самарской губернии, насчитывалось 155 дворов, проживали 650 мужчин и 764 женщины. Село располагалось на расстоянии 46 вёрст от уездного города по почтовому тракту из Николаевска в город Волгск Саратовской губернии.
После крестьянской реформы село было отнесено к Мало-Перекопновской волости. Согласно населённых мест Самарской губернии по сведениям за 1889 год в Сухом Отроге проживали 1942 жителя (русские православного и раскольнического вероисповедания), имелось 386 дворов, церковь, частная школа, проводились 2 ярмарки, работали 9 ветряных мельниц. Земельный надел составлял 4236 десятин удобной земли. Согласно переписи 1897 года в селе проживали 2083 человека, православных — 1472, старообрядцев (беспоповцы и беглопоповцы) — 609.
Согласно Списку населённых мест Самарской губернии 1910 года село населяли бывшие удельные крестьяне, преимущественно русские, православные и старообрядцы, 1160 мужчин и 1212 женщин, в селе имелись волостное правление, церковь, старообрядческий молитвенный дом, церковно-приходская школа, земская станция, мельница с механическим двигателем. Молитвенный дом принадлежал, очевидно, крупнейшей беглопоповской общине села, насчитывавшей в 1915 году 80 семей. Также в Сухом Отроге было 30 семей беспоповцев
В начале июля 1918 года в Сухом Отроге вспыхнуло антибольшевистское восстание. Мятеж подавлен 4 июля войсками Красной Армии. В 1920 году новые власти закрыли церковь (снесена в 1970 году) и приходскую школу, рядом с которой построили новое здание начальной школы. В 1926 году в Сухом Отроге насчитывалось 384 двора, 805 мужчин и 914 женщин. Работали почтово-телеграфный и фельдшерский пункты, школа первой ступени и многолавочное общество. В 1928 году была открыта неполная средняя школа, с началом коллективизации в селе был образован колхоз.
С 1935 по 1958 год село относилось к Чапаевскому району Саратовской области. В составе Балаковского района — с 1958 года.
На фронтах Великой Отечественной войны погибли 301 житель Сухого Отрога. В 1957 году в результате присоединения к местному колхозу колхозов «Суворовка», «Эклебенка», «Горталовский» и «Перекопная Лука» был образован колхоз-гигант имени XXI партсъезда. В 1961 году в Сухом Отроге была организована восьмилетняя школа, переехавшая в 1979 году в новое типовое двухэтажное здание. В 1989 году школа получила статус средней. В 1992—1999 годах на базе колхоза работал СПК «Большой Иргиз», который в свою очередь сменил СПК «Сухоотрогский».

## Физико-географическая характеристика
Село находится в Заволжье, на правом берегу реки Большой Иргиз, на высоте около 25 метров над уровнем моря. Почвы — чернозёмы южные, в пойме Иргиза — пойменные нейтральные и слабокислые.
Село расположено примерно в 31 км по прямой к юго-востоку-востоку от районного центра города Балаково. По автомобильным дорогам расстояние до районного центра составляет 42 км, до областного центра города Саратов — 190 км, до Самары — 230 км.
Климат
Климат умеренный континентальный (согласно классификации климатов Кёппена — Dfa). Многолетняя норма осадков — 470 мм. Наибольшее количество осадков выпадает в июне (50 мм), наименьшее в марте — 26 мм. Среднегодовая температура положительная и составляет + 5,9 °С, средняя температура самого холодного месяца января −11,4 °С, самого жаркого месяца июля +22,4 °С.
Часовой пояс
Сухой Отрог, как и вся Саратовская область, находится в часовой зоне МСК+1. Смещение применяемого времени относительно UTC составляет +4:00.

## Население
Динамика численности населения по годам:
| Годы      | 1859 | 1889 | 1897 | 1910 | 1926 | 2002 |
| --------- | ---- | ---- | ---- | ---- | ---- | ---- |
| Население | 1414 | 1942 | 2083 | 2382 | 1719 | 672  |

| 2002 | 2010 |
| ---- | ---- |
| 692  | ↘660 |

Национальный состав
Согласно результатам переписи 2002 года русские составляли 79 % населения села.